# Rodrigo Benítez Ureta
Rodrigo Benítez Ureta (Santiago, 18 de diciembre de 1980) es un abogado y político chileno. Fue subsecretario del Medio Ambiente en el primer y segundo gobierno del presidente Sebastián Piñera.

## Biografía
Es hijo de Eugenio Benítez Ramírez y María Eugenia Ureta Ovalle.

### Estudios
Egresó como abogado de la Pontificia Universidad Católica (PUC).
Antes de entrar al servicio público, trabajó como asesor en temas medioambientales en diversos estudios de abogados. Además fue profesor de Derecho Ambiental en la Universidad Católica, en la Universidad Finis Terrae (UFT) y en el diplomado en Contratación Administrativa y Compras Públicas.

### Carrera profesional
Entre 2006 y 2010 fue miembro del estudio Jara Favero Abogados.
Durante el primer gobierno de Sebastián Piñera se desempeñó desde 2010 como jefe de la División Jurídica del Ministerio del Medio Ambiente (MMA), donde lideró la coordinación legislativa, y también fue secretario del Consejo de Ministros para la Sustentabilidad. Luego, entre octubre de 2013 y marzo de 2014 asumió la Subsecretaría del Medio Ambiente. Hasta 2016 fue miembro del estudio jurídico Baker & McKenzie.
Más tarde, durante el segundo mandato de Piñera, entre abril de 2015 y diciembre de 2017, Benítez fue parte de la Comisión Asesora Presidencial para el estudio de una Nueva Institucionalidad Ambiental. Asimismo Benítez, cuenta con diversas publicaciones académicas en el ámbito del Derecho Ambiental.
El 11 de marzo de 2018 fue nuevamente designado por el presidente Piñera, asumiendo la Subsecretaría del Medio Ambiente por segunda vez. Benítez renunció al cargo el 17 de junio del mismo año, siendo reemplazado por Felipe Riesco Eyzaguirre.
Tras la renuncia a la subsecretaría ejerce como abogado en el estudio jurídico Schultz Carrasco Benítez Abogados.

### Vida personal
Es casado y padre de tres hijos (Agustín, Cristóbal y Ana).